# Mail Delivery Agent
Un agent de distribution du courriel, en anglais Mail Delivery Agent souvent abrégé par son sigle MDA, est le logiciel qui intervient dans la dernière étape du processus de distribution d'un courrier électronique. C'est le composant chargé de déposer le message dans la boîte aux lettres de l'utilisateur.
C'est donc ce logiciel qui est chargé de gérer des problèmes comme un disque plein ou bien une corruption de la boîte aux lettres et signaler au MTA toute erreur dans la distribution.
Le MTA parle au MDA par l'intermédiaire des canaux d'entrée-sortie standard ou bien par un protocole spécialisé comme LMTP (Local Mail Transfer Protocol).

Schéma de parcours des emails.

## Protocoles associés au MDA
- POP
- IMAP

## MDA connus
- Procmail, l'un des plus connus, surtout pour ses capacités de filtrage
- Fetchmail
- Maildrop
- Cyrus IMAP une suite logicielle incluant un MDA
- Dovecot Serveur IMAP et POP3 incluant un MDA.